# タルラック
タルラック市（Tarlac City、フィリピン語： Lungsod ng Tarlac）は、フィリピン北部ルソン島にあるタルラック州の州都で、中部ルソン地方（Central Luzon, Region III）に属する。

## 地理
標高は24m～50mで、タルラック州のほぼ中央に位置する。

### 人口
2010年の調査では人口は318,332人である。

## 交通
マッカーサー・ハイウェイが市内を南北に縦貫しており、マニラ首都圏とイロコス地方およびコルディリェラ行政地域方面を結ぶルートとして、ここを通る都市間バスの多くがタルラックに停車する。

## 対外関係

### 姉妹都市･提携都市
- 彰化市（中華民国 彰化県)